# Atopsyche usingeri
Atopsyche usingeri är en nattsländeart som beskrevs av Donald G. Denning och Sykora 1968. Atopsyche usingeri ingår i släktet Atopsyche och familjen Hydrobiosidae. Inga underarter finns listade i Catalogue of Life.